# Sillans-la-Cascade
Sillans-la-Cascade é uma comuna francesa na região administrativa da Provença-Alpes-Costa Azul, no departamento de Var. Estende-se por uma área de 20.17 km². Em 2010 a comuna tinha 808 habitantes (densidade: 40,1 hab./km²).